# تاريخ علاقات المملكة المتحدة الخارجية
يغطي تاريخ علاقات المملكة المتحدة الخارجية السياسة الخارجية البريطانية بين أعوام (1500 – 2000). كانت بريطانيا في الفترة الممتدة بين (1750-1910) تمتلك قاعدة اقتصادية لا مثيل لها، فقد هيمنت على الصناعة والتجارة العالمية. حافظت السياسة الخارجية البريطانية القائمة على التجارة الحرة (بعد عام 1840) على ازدهار الاقتصاد البريطاني. تعافت الإمبراطورية البريطانية في الخارج بعد خسارة مستعمراتها الثلاثة عشر في عام 1776، وعادت لتبلغ ذروة توسعها في عام 1920، ولم تتعرض المملكة المتحدة لأي تهديد خارجي خطير طوال هذه الفترة.
بذلت بريطانيا جهوداً جبارة لهزيمة الإمبراطورية الفرنسية الأولى بقيادة نابليون (1793-1815)، ركزت السياسة البريطانية بعدها على تحقيق توازن بين القوى داخل أوروبا، دون سيطرة أي دولة على القارة. كان هذا هو السبب الأساسي وراء الحروب البريطانية ضد نابليون، ودخول بريطانيا في الحرب العالمية الأولى والحرب العالمية الثانية. كان العدو الرئيسي لبريطانيا حتى عام 1815 هو فرنسا، بقاعدتها السكانية الكبيرة وجيشها القوي. انتصر البريطانيون في أغلب حروبهم، باستثناء حرب الاستقلال الأمريكية (1775-1783)، إذ هُزمت بريطانيا في تلك الحرب من قبل المستعمرات الأمريكية التي حصلت على دعم مملكة فرنسا وجمهورية هولندا.
كانت الإستراتيجية الدبلوماسية المفضلة لبريطانيا هي دعم جيوش الدول الحليفة في قارة أوروبا – مثل بروسيا – دون الدخول بشكل مباشر في المعارك، وبالتالي تحويل قوة لندن المالية الهائلة إلى ميزة عسكرية. اعتمدت بريطانيا بشكل كبير على البحرية الملكية من أجل الحماية والسيطرة، وسعت دوماً لأن يبقى الأسطول البريطاني هو الأقوى في العالم مع مجموعة كاملة من القواعد في جميع أنحاء العالم. كانت الهيمنة البريطانية على البحار أمراً حيوياً لتشكيل الإمبراطورية البريطانية. لقد كان الأسطول البريطاني في القرنين التاسع عشر وأوائل القرن العشرين أقوى وأكبر من جميع أساطيل الدول الأخرى مجتمعة إلى أن ظهرت الولايات المتحدة كدولة عظمى. رغم التفوق الكبير للبحرية الملكية البريطانية إلا أنها لم تضطر لدخول قتال فعلي بين أعوام 1812 – 1914. وعلى الرغم من أن جميع القوى العظمى الأخرى دخلت في حروب مع جيرانها، إلا أن الجيش البريطاني كان لديه حرب واحدة فقط هي حرب القرم ضد الإمبراطورية الروسية (1854-1856). تعامل الجيش البريطاني غالباً مع مهام الحماية والدفاع ومواجهة التمردات المحلية والصراعات الاستعمارية في آسيا وأفريقيا.

## السياسة الخارجية الإنجليزية قبل عام 1700
كان عدد سكان بريطانيا في عام 1500 نحو 3.8 مليون نسمة وهو أقل بكثير من عدد سكان الدول المنافسة: فرنسا (15 مليون)، إسبانيا (6.5 مليون)، الإمبراطورية الرومانية المقدسة (17 مليون)، لكنها كانت أكبر بثلاث مرات من هولندا وهي الدولة البحرية المنافسة، وأكبر بثماني مرات من اسكتلندا. لم تهتم بريطانيا كثيراً بالأحداث الجارية في أوروبا قبل عام 1688 بسبب نقص الميزانية والرغبة في تجنب التحالفات الأوروبية والحماية التي توفرها القناة الإنجليزية من أي غزو أجنبي. لم تبدِ النخبة البريطانية الحاكمة اهتماماً كبيراً للشؤون القارية قبل ستينيات القرن السادس عشر، وكان هناك القليل من الحماسة لدخول حرب الثلاثين عاماً (1618-1648). يقول المؤرخ لورنس ستون إن إنجلترا لم تكن أكثر من لاعب هامشي في صراعات القوة الأوروبية. رغم قوة البحرية الملكية المتزايدة، لكن لندن استخدمتها لدعم إمبراطوريتها الواسعة فيما وراء البحار.

### سياسة تيودور الخارجية
أسس الملك هنري السابع الذي حكم في الفترة (1485-1509) سلالة تيودور التي استمرت في حكم بريطانيا حتى عام 1603، وركزت على تحقيق السلام في إنجلترا، خصوصاً بعد التمرد الذي قام به آل يورك، ولم تكن الشؤون الخارجية باستثناء اسكتلندا ذات أولوية في هذه الفترة. كانت اسكتلندا دولة مستقلة منذ عام 1497. تمثلت معظم الدبلوماسية الخارجية لسلالة تيودور بالزواج مع السلالات الحاكمة في أوروبا. زوج هنري السابع ابنته الكبرى مارغريت تيودور للملك جيمس الرابع ملك اسكتلندا في عام 1503. لم يحقق هذا الزواج سلاماً مباشراً، لكنه ساهم في توطيد العلاقات بين البلدين على المدى الطويل، ففي عام 1603 وحد جيمس السادس وآن حفيدة مارغريت وجيمس الرابع إنجلترا واسكتلندا في مملكة واحدة.
حاول هنري السابع أيضاً تزويج ابنته ماري لتشارلز الخامس الذي أصبح لاحقاً الإمبراطور الروماني المقدس لكن المخطط فشل، وتزوجها الملك لويس الثاني عشر ملك فرنسا كجزء من معاهدة سلام عام 1514، وتوفي لويس بعد ثلاثة أشهر فاستعاد هنري معظم مهرها. كان النجاح الدبلوماسي الرئيسي لهنري السابع هو التحالف مع إسبانيا، والذي توَّجه بزواج ابنه آرثر أمير ويلز من كاثرين الابنة الكبرى لملك إسبانيا في عام 1501. وعندما توفيت الملكة في عام 1503 سعى هنري السابع نفسه لزواج دبلوماسي لكن ذلك لم ينجح. توفي آرثر في عام 1502 وتزوج الابن الثاني الأرملة في عام 1509 بعد أن اعتلى العرش وأصبح يعرف بالملك هنري الثامن.

#### هنري الثامن
كان الملك هنري الثامن الذي حكم بين أعوام (1509-1547) واحداً من أكثر ملوك إنجلترا شهرةً. اهتم هنري الثامن بتطوير البحرية الإنجليزية بشكلٍ خاص وذلك بهدف حماية الأسطول التجاري الكبير، وحوَّل بعض السفن التجارية للعمل كسفن حربية. تمحورت سياسته الخارجية والدينية حول فسخ زواجه من كاثرين في عام 1533 رغم معارضة البابا، وسبَّب ذلك خروج الكنيسة الإنجليزية من سلطة البابا، وبالتالي بداية عصر الإصلاح الديني الإنجليزي.
غزا هنري الثامن فرنسا في 30 يونيو 1513، وهزمت قواته جيشاً فرنسياً في معركة سبيرز، وهي مدينة غير مهمة لكن الإنجليز استولوا عليها لأغراض دعائية، وبعد فترة وجيزة استولى الجيش الإنجليزي على تورنايه. قاد هنري الجيش شخصياً مع حاشية كبيرة، فدفع غيابه عن البلاد جيمس الرابع ملك اسكتلندا لغزو إنجلترا بناء على طلب من لويس الثاني عشر ملك فرنسا. هزم الجيش الإنجليزي بقيادة الملكة كاثرين الاسكتلنديين في معركة فلوددين الحاسمة في 9 سبتمبر 1513 والتي قتل فيها جيمس الرابع وعدد من كبار النبلاء الاسكتلنديين.
أصبح تشارلز الخامس ملكاً لإسبانيا والإمبراطورية الرومانية المقدسة بعد وفاة جده فرديناند عام 1516 وماكسيميليان عام 1519. وأصبح فرانسيس الأول ملكاً لفرنسا بعد وفاة لويس الثاني عشر في عام 1515، وهكذا حكمت أوروبا من قبل ثلاثة ملوك شباب وأصبح من الممكن العمل على بداية جديدة وإحلال السلام، وساهمت الدبلوماسية الحذرة للكردينال توماس ولسي في توقيع معاهدة لوند.
وقعت الممالك الكبرى في أوروبا الغربية معاهدة عدم اعتداء في عام 1518، والتقى هنري الثامن فرانسيس الأول في 7 يونيو 1520 في حفل باهظ التكلفة بالقرب من كاليه، وكانت الآمال تتزايد بأن زمان الحروب قد ولى، لكن تشارلز قاد إمبراطوريته الرومانية المقدسة إلى حرب مع فرنسا في عام 1521، وحاول هنري التوسط لإيقاف الحرب دون جدوى، وبحلول نهاية العام كان هنري قد تحالف مع تشارلز ضد فرنسا لأنه كان لا يزال متمسكاً بهدفه السابق المتمثل باستعادة الأراضي الإنجليزية في فرنسا.